# ATP Finals 2022 - Doppio
Pierre-Hugues Herbert e Nicolas Mahut erano i detentori del titolo ma non si sono qualificati a questa edizione del torneo.
In finale Rajeev Ram e Joe Salisbury hanno battuto Nikola Mektić e Mate Pavić con il punteggio di 7–6(4), 6-4.

## Teste di serie
1. Wesley Koolhof /  Neal Skupski (semifinale)
2. Rajeev Ram /  Joe Salisbury (campioni)
3. Marcelo Arévalo /  Jean-Julien Rojer (round robin)
4. Nikola Mektić /  Mate Pavić (finale)

1. Ivan Dodig /  Austin Krajicek (round robin)
2. Lloyd Glasspool /  Harri Heliövaara (semifinale)
3. Marcel Granollers /  Horacio Zeballos (round robin)
4. Thanasi Kokkinakis /  Nick Kyrgios (round robin)

### Riserve
1. Tim Pütz /  Michael Venus (non hanno giocato)

1. Kevin Krawietz /  Andreas Mies (non hanno giocato)

## Tabellone

### Legenda
| - Q = Qualificato - WC = Wild card - LL = Lucky loser | - ALT = Alternate - SE = Special Exempt - PR = Protected Ranking | - w/o = Walkover - r = Ritirato - d = Squalificato |

### Parte finale
|  | Semifinali | Semifinali                       | Semifinali                  | Semifinali | Semifinali |  |  | Finale | Finale                   | Finale                   | Finale | Finale |  |
|  |            |                                  |                             |            |            |  |  |        |                          |                          |        |        |  |
|  | 4          | Nikola Mektić Mate Pavić         | 6                           | 64         | [10]       |  |  |        |                          |                          |        |        |  |
|  | 6          | Lloyd Glasspool Harri Heliövaara | 4                           | 7          | [6]        |  |  | 4      | Nikola Mektić Mate Pavić | Nikola Mektić Mate Pavić | 64     | 4      |  |
|  | 2          | Rajeev Ram Joe Salisbury         | Rajeev Ram Joe Salisbury    | 7          | 6          |  |  | 2      | Rajeev Ram Joe Salisbury | Rajeev Ram Joe Salisbury | 7      | 6      |  |
|  | 1          | Wesley Koolhof Neal Skupski      | Wesley Koolhof Neal Skupski | 67         | 4          |  |  |        |                          |                          |        |        |  |

### Gruppo Verde
|   |                                 | Koolhof Skupski     | Mektić Pavić     | Dodig Krajicek   | Kokkinakis Kyrgios  | RR V-P | Set V-P   | Game V-P    | Classifica |
| 1 | Wesley Koolhof Neal Skupski     |                     | 4-6, 6(3)-7      | 7-5, 4-6, [10-6] | 6(3)-7, 6-4, [10-5] | 2-1    | 4-4 (50%) | 35-35 (50%) | 2          |
| 4 | Nikola Mektić Mate Pavić        | 6-4, 7-6(3)         |                  | 6-4, 3-6, [10-7] | 7-6(4), 7-6(4)      | 3-0    | 6-1 (86%) | 37-32 (54%) | 1          |
| 5 | Ivan Dodig Austin Krajicek      | 5-7, 6-4, [6-10]    | 4-6, 6-3, [7-10] |                  | 6-3, 4-6, [6-10]    | 0-3    | 3-6 (33%) | 31-32 (49%) | 4          |
| 8 | Thanasi Kokkinakis Nick Kyrgios | 7-6(3), 4-6, [5-10] | 6(4)-7, 6(4)-7,  | 3-6, 6-4, [10-6] |                     | 1-2    | 3-5 (38%) | 33-37 (47%) | 3          |

La classifica viene stilata in base ai seguenti criteri: 1) Numero di vittorie; 2) Numero di partite giocate; 3) Scontri diretti (in caso di due coppie pari merito); 4) Percentuale di set vinti o di game vinti (in caso di tre coppie pari merito); 5) Ranking ATP

### Gruppo Rosso
|   |                                    | Ram Salisbury       | Arévalo Rojer       | Glasspool Heliövaara | Granollers Zeballos | RR V-P | Set V-P   | Game V-P    | Classifica |
| 2 | Rajeev Ram Joe Salisbury           |                     | 3-6, 7-6(4), [10-5] | 7-5, 6-4             | 6-3, 6(8)-7, [10-8] | 3-0    | 6-2 (75%) | 37-31 (54%) | 1          |
| 3 | Marcelo Arévalo Jean-Julien Rojer  | 6-3, 6(4)-7, [5-10] |                     | 5-7, 6(3)-7          | 6-1, 6(3)-7, [10-7] | 1-2    | 3-5 (38%) | 36-33 (52%) | 3          |
| 6 | Lloyd Glasspool Harri Heliövaara   | 5-7, 4-6            | 7-5, 7-6(3)         |                      | 6-0, 6-4            | 2-1    | 4-2 (67%) | 35-28 (56%) | 2          |
| 7 | Marcel Granollers Horacio Zeballos | 3-6, 7-6(8), [8-10] | 1-6, 7-6(3), [7-10] | 0-6, 4-6             |                     | 0-3    | 2-6 (25%) | 22-38 (37%) | 4          |

La classifica viene stilata in base ai seguenti criteri: 1) Numero di vittorie; 2) Numero di partite giocate; 3) Scontri diretti (in caso di due coppie pari merito); 4) Percentuale di set vinti o di game vinti (in caso di tre coppie pari merito); 5) Ranking ATP